# Mike Penders
Mike Penders (Maasmechelen, Limburgo, 31 de julio de 2005) es un futbolista belga. Juega de portero y su equipo es el R. C. Estrasburgo de la Ligue 1.

## Selección nacional
Ha sido internacional con la selección de fútbol de Bélgica en las categorías juveniles sub-17, sub-18 y sub-19.

## Palmarés

### Títulos internacionales
| Título                            | Equipo        | Sede           | Año  |
| --------------------------------- | ------------- | -------------- | ---- |
| Copa Mundial de Clubes de la FIFA | Chelsea F. C. | Estados Unidos | 2025 |